# Vadim (nombre)
Vadim o Wadim (en ruso: Вадим; tr.: Vadím) es un nombre propio masculino de origen incierto. Se baraja en un origen eslavo, a saber el ruteno volod волод, “gobernar”, aunque algunos investigadores consideran que proviene del persa badian, “anís”. También es posible la procedencia árabe, relacionada con la palabra wadi. En español ha dado lugar a Bademio, del latín Bademus.

## Personajes
- San Vadim, un mártir cristiano ejecutado por su fe por orden del rey persa Sapor II en el año 376.
- Vadim el Valiente, un líder de la República de Nóvgorod del siglo IV.
- Vadim Repin, un violinista ruso.
- Vadim Yákovlev, un comandante de la caballería cosaca a principios del siglo XX.
- Vadim Meller, un pintor ruso.
- DJ Vadim, un DJ ruso.
- Roger Vadim, un director cinematográfico, realizador, actor y escenógrafo francés.
- Vadim Schneider, un actor francés.
- Corneliu Vadim Tudor, un político rumano.
- Vadim Jamuttskij, un jugador de voleibol ruso.
- Vadim Pruzhanov, un músico.
- Vadim Vorochilov, un practicante de Kun FU, distinguido por su chaleco Rosa.
- Vadim Zilberstein, un músico.
- Nikalai Vadim, un científico Chileno.

- Datos: Q50378382
- Multimedia: Vadim (given name) / Q50378382